# 波图恩塞
41°51′19″N 12°27′10″E / 41.8552387°N 12.452901°E
波图恩塞（Portuense）是意大利罗马的第 11新城分区（quartieri）， 由首字母Q.XI标识。

## 名胜
- 圣阿桂拉和普黎斯加堂